# فيليب نيلسون (لاعب كرة قدم أمريكية)
فيليب نيلسون (بالإنجليزية: Philip Nelson)‏ هو لاعب كرة قدم أمريكية أمريكي، ولد في 11 سبتمبر 1993 في ماديسون في الولايات المتحدة.

## روابط خارجية
- فيليب نيلسون على موقع مرجع كرة القدم المحترفة.كوم (الإنجليزية)
- فيليب نيلسون على موقع كلية كرة القدم في سبورتس رفرنس.كوم (الإنجليزية)